# سوق الأحد (المحويت)

تعديل مصدري - تعديل

سوق الأحد هي إحدى قرى عزلة بني الوليد بمديرية المحويت التابعة لمحافظة المحويت، بلغ تعداد سكانها 161 نسمة حسب تعداد اليمن لعام 2004.